# ヴィルヘルム・フォン・エスターライヒ (1895-1948)
ヴィルヘルム・フランツ・ヨーゼフ・カール・フォン・エスターライヒ（ドイツ語: Wilhelm Franz Joseph Karl von Österreich, 1895年2月10日 - 1948年8月18日）は、オーストリア大公位を有するハプスブルク＝ロートリンゲン家の成員で、オーストリア＝ハンガリー帝国の軍人である。
第一次世界大戦時に中央同盟国によってウクライナの君主候補者に挙げられ、その後もウクライナの王位請求者として活動した。「赤い大公」と呼ばれた。

## 生涯

### 少年期
オーストリア＝ハンガリー帝国の皇族カール・シュテファン・フォン・エスターライヒ大公の末息子として、1895年2月10日にプーラで生まれる。父カール・シュテファン大公がポーランド王位を望んでいたこともあって、かつてポーランド女王ヤドヴィガと婚約していたオーストリア公ヴィルヘルムにあやかって「ヴィルヘルム」と名付けられた。
ヴィルヘルムはプーラで生まれ、家族とアドリア海のロシニ島で幼少期を過ごしたが、ゆくゆくは北方のポーランド人になるために育てられた。1907年に父は一家がポーランド人となることを宣言し、ポーランド王位を得るための独自の運動を開始した。子供たちにドイツ語よりもポーランド語を優先して使わせるなど、父はポーランドに家族を一体化させようとしたが、父の教育の甲斐なくヴィルヘルムはポーランド民族の敵であるウクライナ人に親愛の情を抱くようになった。

### 第一次世界大戦

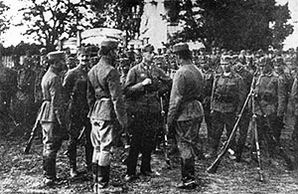
ヴィルヘルムとウクライナ・シーチ銃兵隊。（1918年撮影）

1913年、ヴィルヘルムは将校としての訓練を受けるために、ウィーナー・ノイシュタットの帝国士官学校に入学した。翌1914年、サラエボ事件をきっかけとして第一次世界大戦が勃発すると、少尉となっていたヴィルヘルムはウクライナ人兵士が主力を務める連隊の中の小隊の指揮を願い出て受理され、1915年6月12日から部隊に加わった。ヴィルヘルムは彼らにウクライナ語で話しかけ、自身をウクライナ語の名前で「ヴァシル」と呼ぶように求めた。あまりに親ウクライナ的な態度から、ウクライナを蔑むポーランド人将校や当局からヴィルヘルムは過激思想を持つ人物だと目されるようになった。ヴィルヘルムはウクライナ人から大いに人気を集め、将来の独立ウクライナの国王だとさえ思われていた。
しかし、中央同盟国の敗色が濃くなってくると、ハプスブルク家のヴィルヘルムを王位に担ごうとする勢力は激減した。ロシア革命のあおりを受けてボリシェヴィキがウクライナ内でも勢力を伸長させていく中で、ヴィルヘルムはウクライナの指導者たちに対してハプスブルク帝国からの離脱を思いとどまらせようとする書簡を送り、新生ウクライナがどのような国家であっても、ハプスブルク君主国の領邦として加わるよう請願してはどうかと1918年10月18日に提案した。ウクライナ人はもはやハプスブルク家の影響を受けることのない独立を選択したが、それにも関わらずヴィルヘルムは、ウクライナの独立のために力を貸した。それから程なくしてオーストリア＝ハンガリー皇帝カール1世が「国事不関与」を宣言し、ハプスブルク家は君主の地位を失ってしまう。

### 戦間期のウクライナ君主主義運動

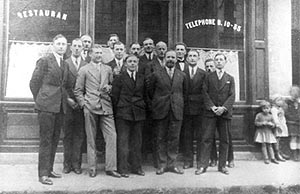
1925年のヴィルヘルム。ウィーンにて。当時ハプスブルク家はオーストリア国外追放を受けていたが、「赤い大公」として知られたヴィルヘルムは、帝位請求権を放棄することなしに「赤いウィーン」で暮らすことを見逃されていた。

ハプスブルク家が君主の椅子を追われた後、ヴィルヘルムが再びウクライナ人に注目された期間があった。ウクライナ国のヘトマンであったパウロー・スコロパードシクィイと国王候補者であったヴィルヘルムの2人のいずれかのもとで、ウクライナに君主制国家を樹立しようとする動きが出ていたのである。
1920年5月、スコロパードシクィイとヴィルヘルムは権威の分割について協議を進め、1921年1月に次の合意に達した。将来できるウクライナにおいて、スコロパードシクィイが中央および東部ウクライナのヘトマンとなり、東ガリツィアは自治区とし、ヴィルヘルムが国全体の王位に就くという内容であった。この計画は、赤軍が勢力を盛り返し、ウクライナ人民共和国が再建されたことによって潰えた。
1921年10月、ヴィルヘルムはウクライナで新聞を創刊し、社会主義的な王朝国家の建設を提唱した。「モダンな君主」によって統治されたほうが、民主主義の永続性という観点から共和国よりも見込みがあると主張し、この紙面においてヴィルヘルムは自身の政治的計画を発表した。
ウクライナがウクライナ・ソビエト社会主義共和国として完全に赤化すると、社会主義的王朝を志向するヴィルヘルムといえどもウクライナの君主に立つことは不可能になった。1922年11月、ヴィルヘルムは従兄のスペイン国王アルフォンソ13世の庇護を求めてマドリードに向かった。1920年代の終わりまで、ヴィルヘルムはマドリードとアンギャン＝レ＝バンを往復して過ごした。1930年代にはパリに転居し、高貴な生まれの大公として社交界で知られるようになった。ヴィルヘルムは男色家であり、亡命貴族の仲間たちと一緒に女装して夜会に繰り出すのを目撃されて新聞に奉じられたこともある。パリ警察によれば、ヴィルヘルムは同性愛の売春宿の常連だった。
1930年代初頭、未亡人となった皇后ツィタと皇太子オットー、そしてヴィルヘルムの3人がハプスブルク家の重要人物であった。ヴィルヘルムは両性愛者だったおかげで結婚をしておらず、当時貴賤結婚をしていない数少ない大公の一人だったのである。例えば、ヴィルヘルムの2人の兄は、貴賤結婚によって自ら王朝の将来から身を引いてしまっていた。この時期のヴィルヘルムは、まずオットーのもとでオーストリアを君主制に戻し、そのうえでウクライナに自身の分家を創設しようと考えていた。

### 詐欺事件に連座
1934年、ヴィルヘルムはポーレット・クイーバーという女性と交流を持ったが、これが国際的なスキャンダルを引き起こすことになった。ポーレットは詐欺容疑で逮捕され、詐欺について最初は「自分一人でやったこと」と供述していたが、やがて供述を変えて「ハプスブルク家再興の資金集めのため、ヴィルヘルムと一緒に活動した」と話した。フランス新聞各紙は「ハプスブルク家再興のための詐欺」をはたらいたと断じ、ヴィルヘルムを批判した。当時フランスでは社会主義者と共産主義者がフランス人民戦線を結成することで合意し、左派が幅を利かせていた。フランス亡命時代、共産主義の非人道行為を公然と批判していたヴィルヘルムを叩く絶好の機会であるため、左派諸政党の新聞はこのスキャンダルを最大限に利用したのである。
有期刑の可能性もあると警告する友人たちの忠告に従い、ヴィルヘルムはフランス国外への逃亡を決断した。この後フランスのマスコミは、オーストリアの君主制復活運動は馬鹿げたものだというプロパガンダとしてこの詐欺事件を取り上げるようになった。例として『ル・ポピュレール』誌は、
などと、ハプスブルク家そのものを痛烈に罵倒している。ツィタやオットーら本家の人間は、このスキャンダルがハプスブルク家に傷をつけたとして激怒した。ヴィルヘルムはフランスから逃亡した際にはまだ金羊毛騎士団の団員だったが、おそらくオットーの圧力によって1936年3月にその身分を「自発的に放棄」せざるをえなかった。

### その後
後にヒトラーへ傾倒、姿勢を転じてナチス・ドイツとソ連に対してスパイ活動を働き、戦後にキエフの獄中で死んだ。